# Zwölf-Apostel-Kirche (Tutow)

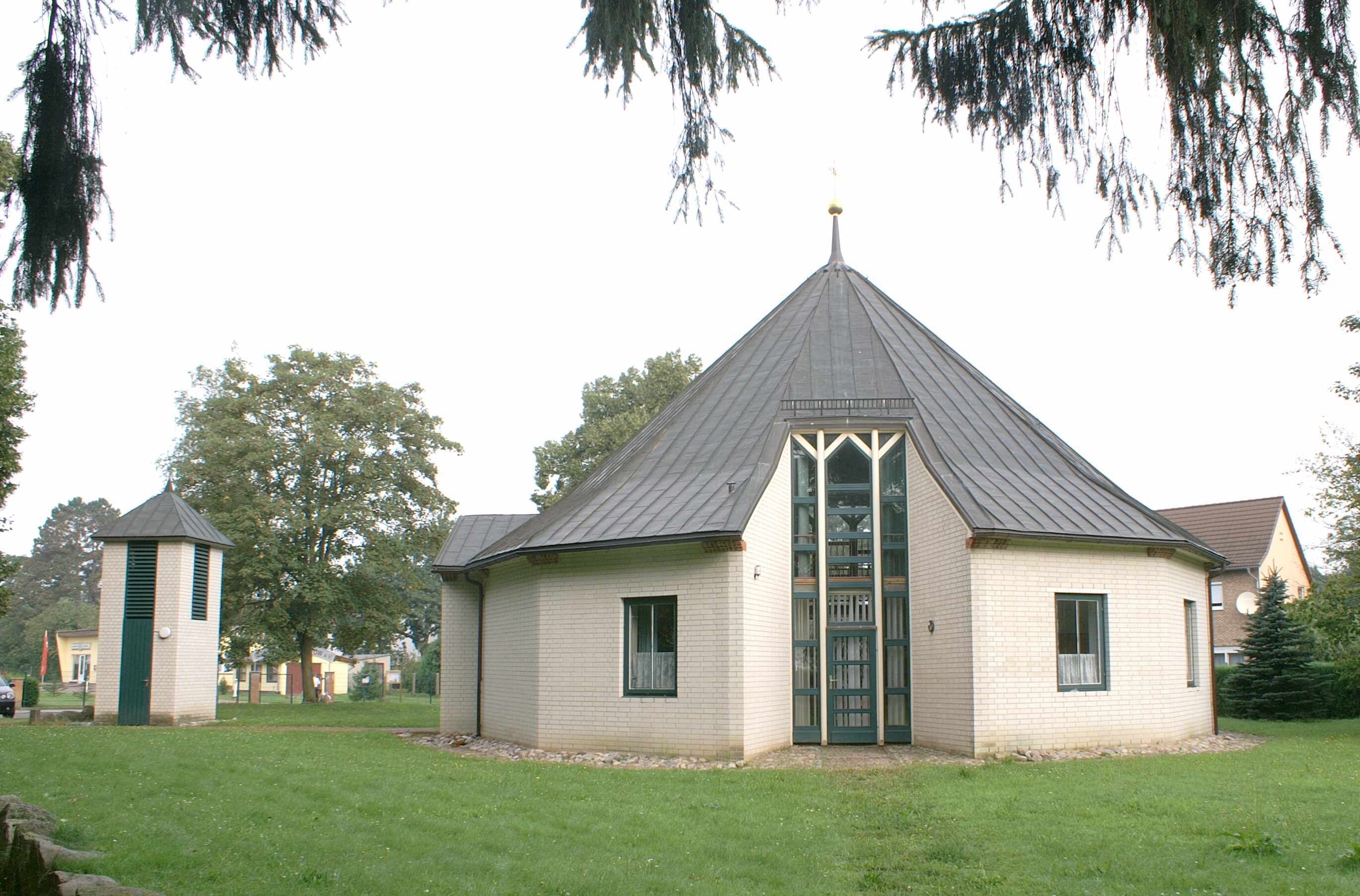
Zwölf-Apostel-Kirche in Tutow

Die Zwölf-Apostel-Kirche ist ein Kirchengebäude in Tutow im Landkreis Vorpommern-Greifswald. Die evangelische Kirchgemeinde gehört seit 2012 zur Propstei Demmin im Pommerschen Evangelischen Kirchenkreis der Evangelisch-Lutherischen Kirche in Norddeutschland. Zuvor gehörte sie zum Kirchenkreis Demmin der Pommerschen Evangelischen Kirche.

## Vorgeschichte
Im Konzept der in den 1930er Jahren errichteten Siedlung Tutow war auch eine Kirche vorgesehen. Der Bau dieser Kirche soll jedoch von Hermann Göring als Reichsminister der Luftfahrt verboten worden sein. Die Gläubigen mussten die Kirchen in Tutow-Dorf oder Zemmin aufsuchen.

## Bauwerk
Die heutige Kirche entstand mit einem Kirchenbauprogramm in der DDR dank Spendengeld-Unterstützung aus Schleswig-Holstein. Errichtet vom DDR-Außenhandelsbetrieb „Limex-Bau Export-Import“, wurde sie im Februar 1991 eingeweiht.
Das Gotteshaus ist ein zeltartiger zwölfseitiger Zentralbau, der als Neuinterpretation vorpommerscher Kirchenbauten wie der Vitter Kapelle oder der Schlosskapelle Griebenow entworfen wurde. Die Ecken symbolisieren die 12 Apostel, deren Namen und Attribute im Altarraum eingraviert wurden. Die Ausstattung der Kirche ermöglicht eine flexible Raumnutzung. Zur Kirche gehört ein freistehender, quadratischer Glockenturm im selben Stil mit einer Glocke.